# Toesjinskaja
Toesjinskaja (Russisch: Тушинская uitspraakⓘ) is een station aan de Tagansko-Krasnopresnenskaja-lijn van de Moskouse metro.

## Geschiedenis
Het station is in de periode 1972-1975 gebouwd onder het stationsplein in de voormalige zelfstandige gemeente Toesjino. Het eerste plan voor metrolijn een naar Toesjino dateert uit 1940 waarin Toesjino het eindpunt zou worden van de westelijke tak van lijn 2 die vanaf Sokol onder de Volokolamskoje Sjosse zou lopen. In 1957 werden de plannen voor de lijnen 6 en 7 nader uitgewerkt en in 1960, toen de gemeente Toesjino door Moskou werd geannexeerd, kreeg lijn 7 een route langs het Moskoukanaal naar het noorden. Het traject liep ten noorden van Toesjinskaja verder door naar het noorden dan in de plannen van 1940 om ook nieuw geplande woonwijken op de metro aan te sluiten. Het geplande metrostation lag ook nu nog parallel aan de Riga-spoorweg onder het stationsplein. In 1968 werd het definitieve traject vastgelegd dat via het voormalige vliegveld van Toesjino, waar inmiddels ook een woonwijk gepland was, loopt zodat het metrostation onder het stationsplein haaks op de spoorlijn kwam te liggen. Op 28 december 1975 werd het station geopend als 101e van het Moskouse net. Destijds reden de metro's zonder te stoppen langs het huidige Spartak dat alleen in ruwbouw was voltooid. In 1991 werd voorgesteld om te naam in Toesjino te wijzigen.

## Ligging
Het station heeft twee ondergrondse verdeelhallen waarvan de noordelijke een bovengronds stationsgebouw aan de Stratonavtovpassage heeft naast het spoorwegstation. Deze verdeelhal is met roltrappen verbonden met het perron en via een voetgangerstunnel met het perron van het  spoorwegstation dat sinds 21 november 2019 wordt bediend door lijn D2 van het stadsgewestelijk net van Moskou. De zuidelijke verdeelhal is met trappen verbonden met perron en kent toegangen aan weerszijden van het Toesjinskajaplein tussen de Stratonavtovpassage in het noorden en de Volokolamskoje Sjosse aan de zuidkant.

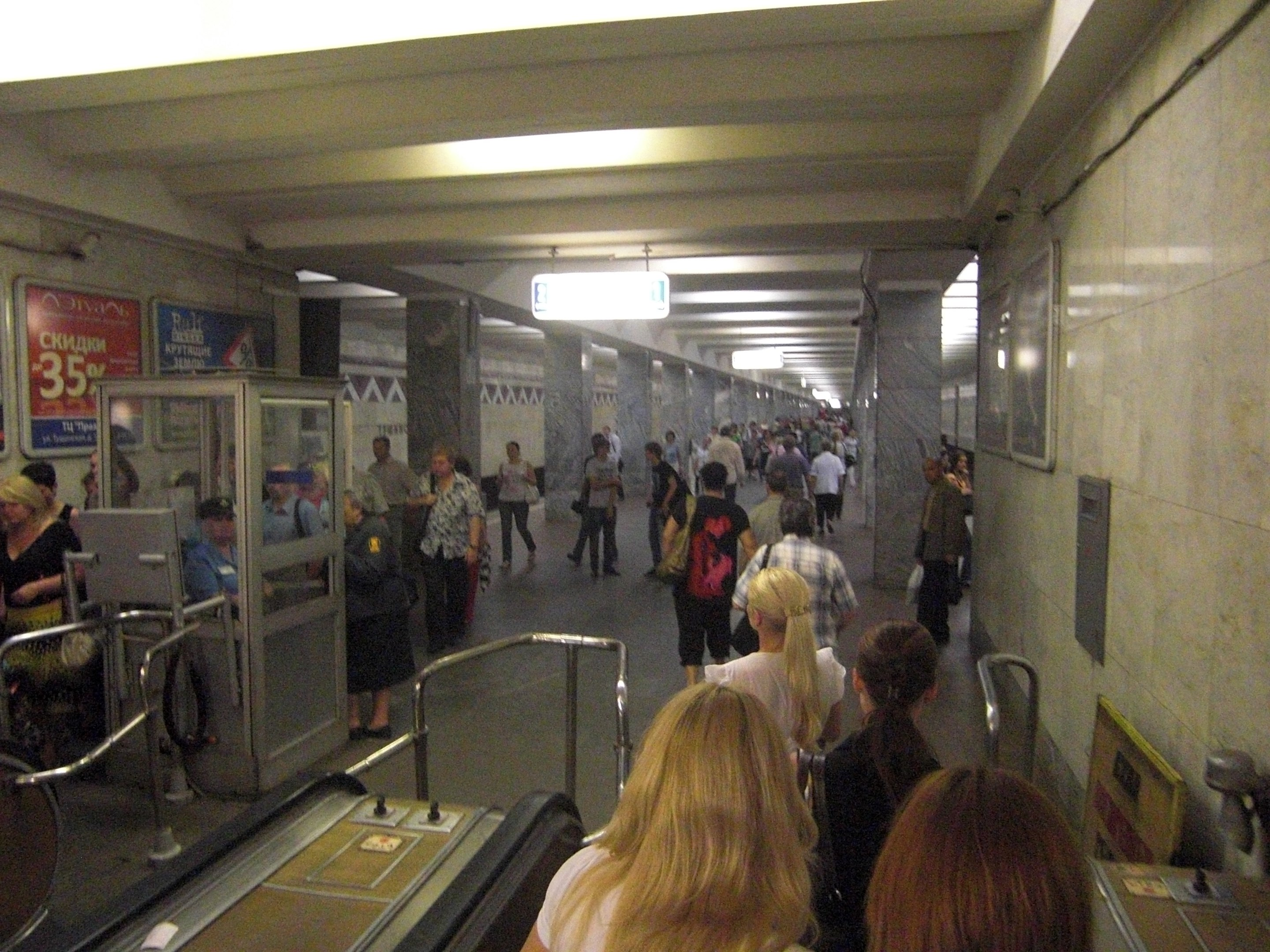
Onderaan de roltrap aan het noordeinde van het perron
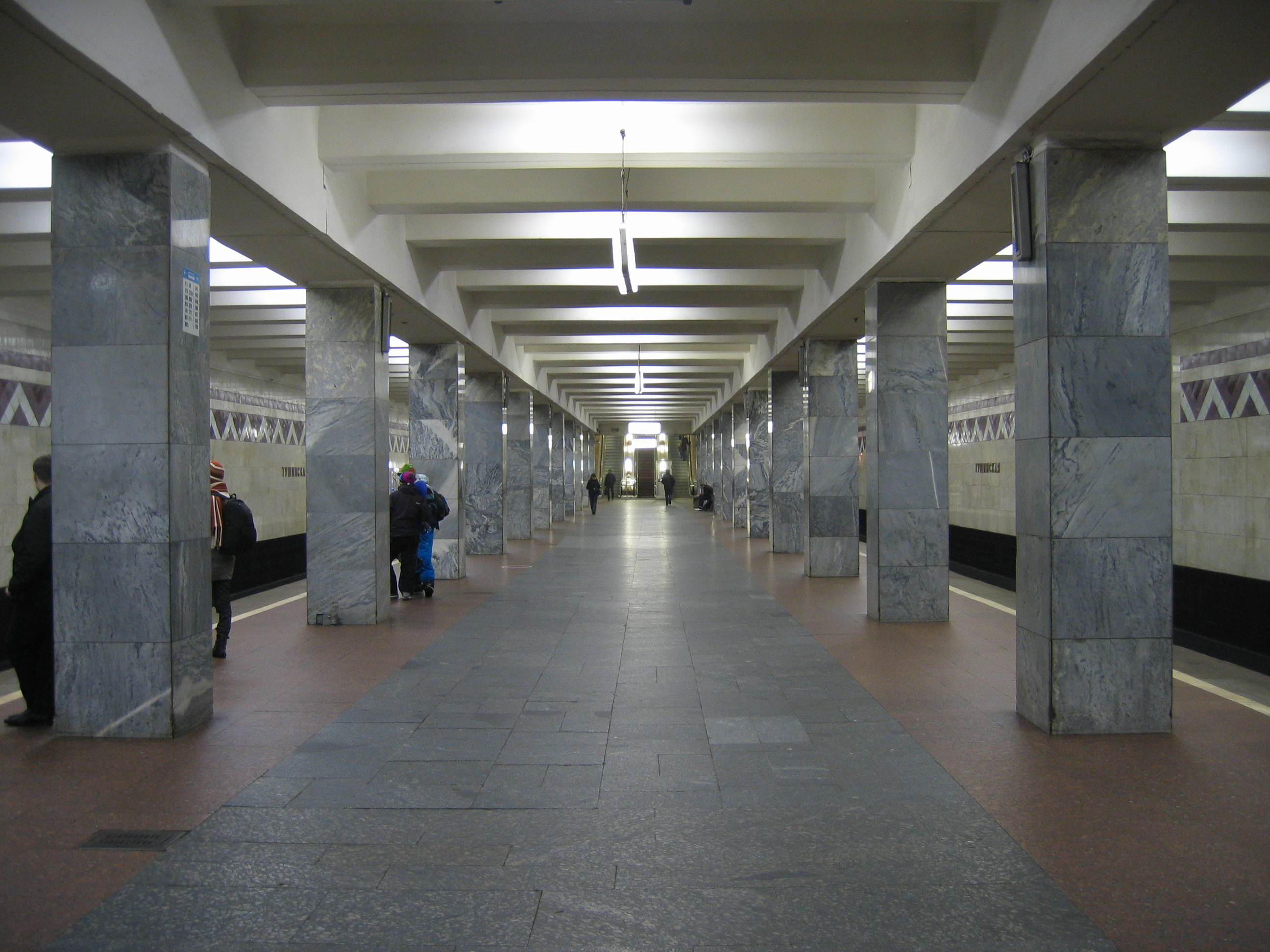
De “duizendpoot” gezien uit het zuiden
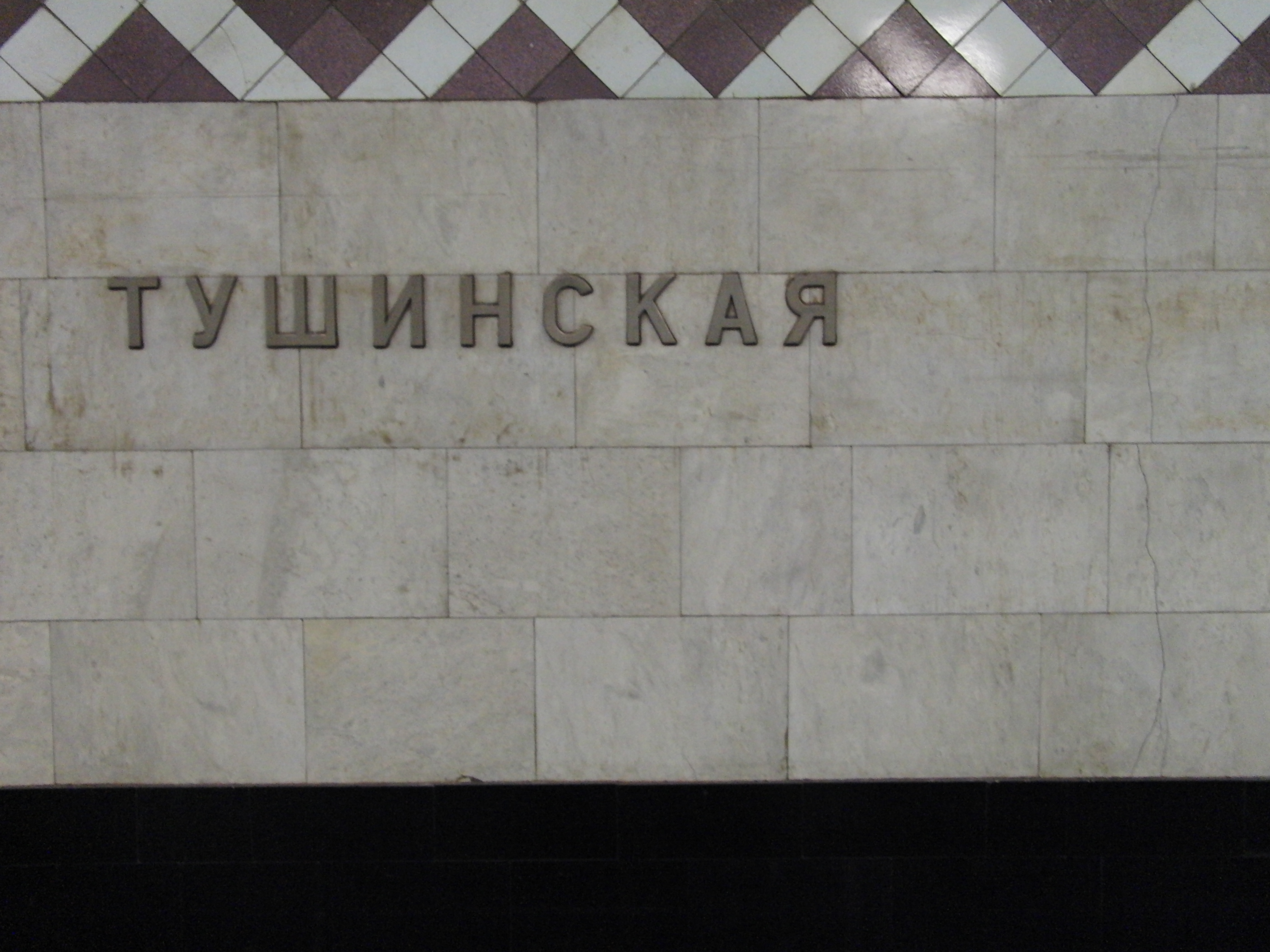
De stationsnaam op de tunnelwand

## Ontwerp en inrichting
Toesjinskaja is een ondiep gelegen zuilenstation op 10,5 meter diepte dat is gebouwd als een zogeheten duizendpoot, een standaardontwerp uit geprefabriceerde onderdelen uit 1961. De architecten I.G. Petoechova, V.P. Katsoerinets, de constructeurs L.V. Satskova en E. Tsernjakova en beeldhouwer I. Daravan tekenden voor de uitvoering van het project. Het perron kreeg de standaard breedte van 10 meter en de zuilen werden op een onderlinge afstand van 6 meter op het perron geplaatst. De tunnelwanden zijn onder perronniveau bekleed met zwart graniet, daarboven is Koelga marmer gebruikt en helemaal bovenaan is een fries met een zigzag motief aangebracht. Het perron bestaat uit platen van grijs en roodbruin graniet, terwijl de zuilen zelf zijn bekleed met grijsblauw oefalej-marmer. Op de kabelkasten zijn inzetstukken aangebracht met afbeeldingen van gebeurtenissen tijdens de Tweede Wereldoorlog bij de verdediging van Moskou op de noordwest flank.  De gevel van het stationsgebouw is bekleed met Gorovski-marmer, en de wanden bij de kaartverkoop zijn bekleed met serpentiniet.

## Reizigersverkeer
Het station kent een groot reizigersaanbod door treinreizigers van en naar Krasnogorsk die hier overstappen. Daarbij komen de busreizigers van en naar Chimki en Zelenograd. Sinds 11 februari is er ook een snelbus verbinding met Zelenograd. Reizigers richting het centrum kunnen vanaf 5:46 uur reizen met de metro. In noordelijke richting vertrekt de eerste metro op even dagen om 5:51 uur en op oneven dagen twee minuten eerder.

## Trilogie
In de rampentrilogie van de schrijver Dmitri Safonov komt het station voor in het deel “Metro”. In de verfilming wordt het station niet genoemd en de gebeurtenissen spelen zich in de film af op het fictieve station Sadovaja aan de Koltsevaja-lijn.